# Be Range Arghavan
Be Range Arghavan (também grafado Be Rang-E Arqavan ou Be Rang-e-Arghavan; em persa: به رنگ ارغوان) é um filme produzido no Irã, dirigido por Ebrahim Hatamikia e lançado em 2010.